# Empuje inverso

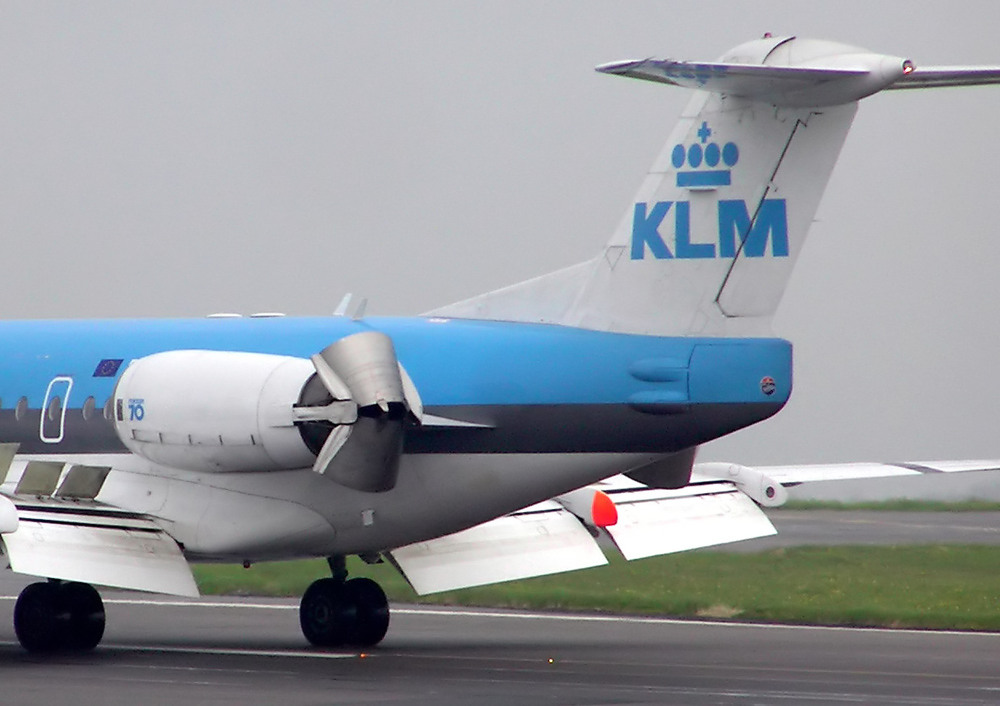
Fokker 70 de KLM con empuje inverso incorporado. Pueden verse las dos superficies situadas en la parte trasera del motor en posición desplegada, desviando los gases de escape del motor hacia adelante

Se conoce como empuje inverso, empuje de reversa, inversores y/o reversores de empuje a la desviación temporal de la salida de un reactor de modo que los gases de escape sean expulsados en otra dirección distinta de la del avión. La desaceleración resultante actúa contra el avance de la aeronave, frenándola. Este sistema es empleado por muchos aviones de reacción para facilitar la frenada justo después de tocar tierra, lo cual reduce el esfuerzo de los frenos y permite al avión operar en aeropuertos de pistas más cortas. También está implementado en motores de hélice gracias a actuadores que modifican el paso de las palas (inclinación variable hacia ángulos negativos), de modo que se puede invertir la dirección del flujo de aire.
Sin embargo, las normas dictan que un avión debe ser capaz de aterrizar en una pista sin el uso del sistema para que sea certificado como operativo en ella.
El uso de la reversa es fácilmente identificable por un aumento considerable del ruido de los motores debido a la aceleración, inmediatamente después del contacto con la pista. Los inversores son claramente visibles en los motores durante su despliegue, ya sea posteriores, o proyectando el empuje hacia delante mediante deflectores laterales. 
Frecuentemente se emplea el "empuje inverso parado". Es usado en aeropuertos por la noche, por restricción de ruido. En este procedimiento no se aplica potencia tras el despliegue de la reversa, aunque sigue siendo efectivo en la distancia de frenada, ya que el propio ralentí es capaz de proporcionar algo de empuje (los aviones generalmente carretean al ralentí).
Hay varias formas de invertir el empuje de un motor a reacción. La ilustración muestra un inversor de tipo concha de almeja, donde todo el flujo de aire es invertido. El empuje inverso se activa normalmente mediante unas palancas (una por motor) alzadas o retrasadas, después de que el motor esté en ralentí.
Algunos aviones pueden emplear los inversores de forma segura durante el vuelo, si bien la gran mayoría de ellos son aparatos turbohélice o reactores de generaciones anteriores. Por ejemplo, el turbohélice ATR 72 puede activar los inversores sin problema en vuelo. El Ilyushin Il-62, reactor de largo alcance de la era soviética utiliza en vuelo la reversa de sus motores exteriores durante los aterrizajes y también lo hacía por ejemplo el Hawker Siddeley Trident, un avión con capacidad entre 120 y 180 pasajeros que era capaz de descender a una velocidad de hasta 10 000 pies por minuto gracias al uso de los inversores, aunque esta capacidad raramente se utiliza.

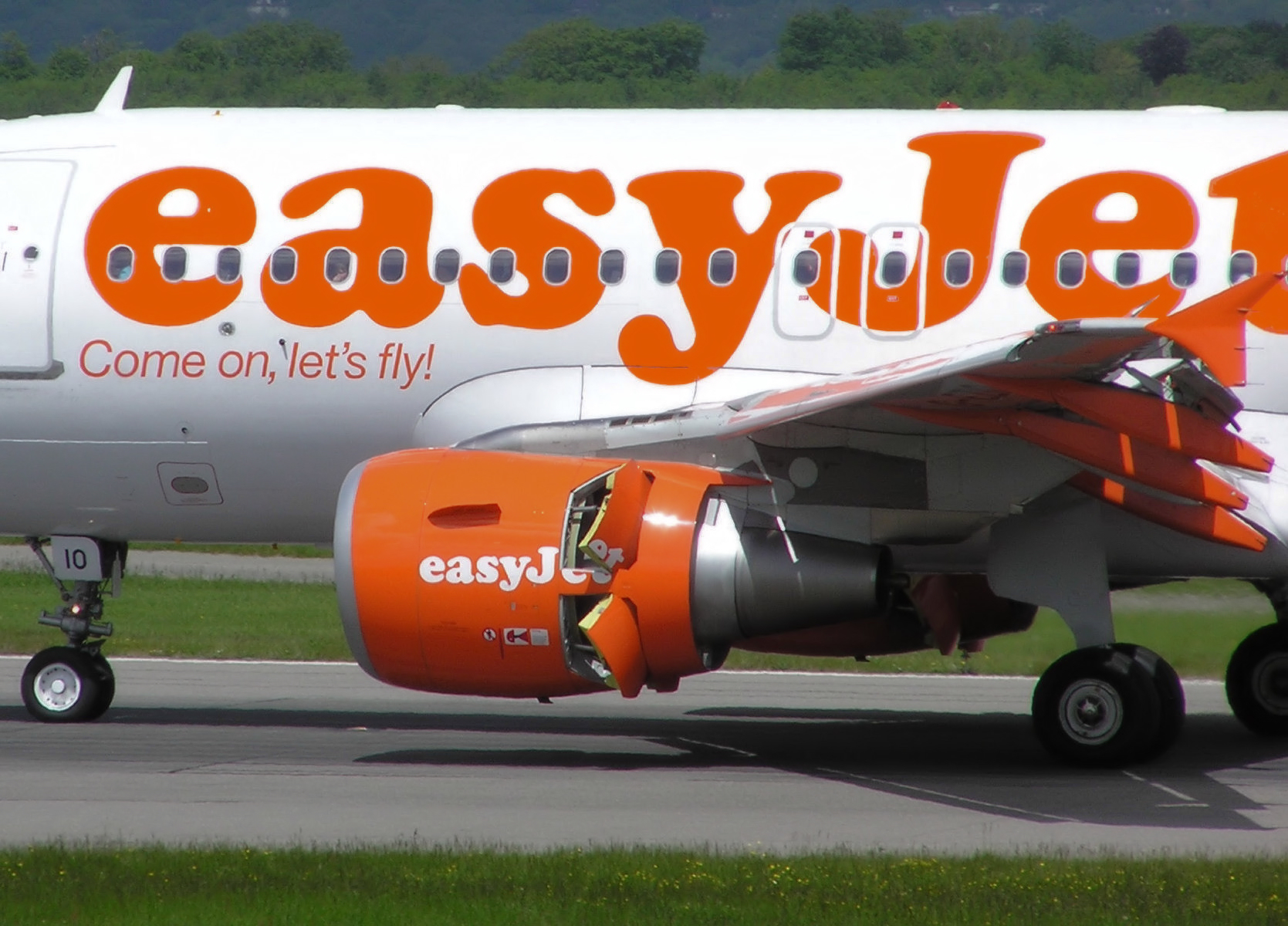
EasyJet Airbus A319 con empuje inverso desplegado después de aterrizar

El mecanismo de seguridad que evita el armado del sistema de reversas durante el vuelo en aquellos aviones en los que esa posibilidad no se contempló durante su diseño, en general se basa en la imposibilidad de vencer la resistencia aerodinámica generada por el desplazamiento de la nave y/o del flujo de gases del motor sin la ayuda hidráulica. Para ello se utiliza un interruptor de la presión que impide que este y otros dispositivos que sólo deben funcionar con el avión en tierra, reciban presión hidráulica solo hasta que el sensor tierra-vuelo presente en el tren principal, o en algunos casos en el delantero, sea activado tras el contacto con la pista.
Una vez el amortiguador del tren se comprime, el interruptor queda en posición abierto, quedando el circuito con la potencia hidráulica necesaria para vencer la resistencia del motor al ralentí y a baja velocidad pero no con gases abiertos.
De igual modo el circuito se desactiva en el momento en que el avión alcanza su velocidad de rotación Vr y el tren de morro se separa de la pista.

## Incidentes
En el vuelo 004 de la compañía Lauda Air, el motor número uno de un Boeing 767-300 experimentó un despliegue imprevisto de los inversores, lo que causó que la aeronave entrase en pérdida y se estrellara. El 31 de octubre de 1996, el vuelo 402 de TAM Linhas Aéreas, un Fokker 100 brasileño, se estrelló apenas unos minutos después de despegar del aeropuerto de Congonhas, y alcanzó un edificio de apartamentos y varias casas. Los 90 pasajeros y los seis tripulantes murieron, además de tres vecinos de la zona. El accidente fue achacado a un defecto del sistema que provocó que se desplegaran los inversores del motor derecho poco después del despegue.